# Waterpolo op de Middellandse Zeespelen 2009
Waterpolo is een van de sporten die beoefend werden tijdens de Middellandse Zeespelen 2009 in Pescara, Italië. Er was enkel een mannentoernooi. De wedstrijden werden gespeeld van 30 juni tot en met 5 juli 2009.

## Uitslagen
| Event  | Goud   | Zilver | Brons  |
| ------ | ------ | ------ | ------ |
| Mannen | Servië | Spanje | Italië |

## Medaillespiegel
| Plaats | Land   | Goud | Zilver | Brons | Totaal |
| 1      | Servië | 1    | 0      | 0     | 1      |
| 2      | Spanje | 0    | 1      | 0     | 1      |
| 3      | Italië | 0    | 0      | 1     | 1      |
| Totaal | Totaal | 1    | 1      | 1     | 3      |

1955 · 1959 · 1963 · 1967 · 1971 · 1975 · 1979 · 1983 · 1987 · 1991 · 1993 · 1997 · 2001 · 2005 · 2009 · 2013 · 2018 · 2022
Atletiek · Basketbal · Bocce · Boksen · Gewichtheffen · Golf · Gymnastiek · Handbal · Judo · Kanovaren · Karate · Paardensport · Roeien · Schermen · Schietsport · Tafeltennis · Tennis · Voetbal · Volleybal · Waterpolo · Waterskiën · Wielersport · Worstelen · Zeilen · Zwemmen